# Kabinett Adenauer II
Das Kabinett Adenauer II war die vom 20. Oktober 1953 bis zum 15. Oktober 1957 amtierende deutsche Bundesregierung in der zweiten Legislaturperiode.
Bei der Bundestagswahl am 6. September 1953 hatte die CDU 45,2 Prozent der Stimmen und 249 der 509 Bundestagsmandate erhalten.

## Abstimmung im Bundestag
| Wahlgang                                                      | Kandidat        | Kandidat              | Stimmen    | Stimmenzahl | Anteil | Koalitionspartei(en) | Koalitionspartei(en) | Koalitionspartei(en) | Koalitionspartei(en) | Koalitionspartei(en) | Koalitionspartei(en)      |
| ------------------------------------------------------------- | --------------- | --------------------- | ---------- | ----------- | ------ | -------------------- | -------------------- | -------------------- | -------------------- | -------------------- | ------------------------- |
| 1. Wahlgang                                                   |                 | Konrad Adenauer (CDU) | Ja-Stimmen | 305         | 62,6 % |                      |                      |                      |                      |                      | CDU, CSU, FDP, GB/BHE, DP |
| 1. Wahlgang                                                   | Nein-Stimmen    | Konrad Adenauer (CDU) | 148        | 30,4 %      |        |                      |                      |                      |                      |                      | CDU, CSU, FDP, GB/BHE, DP |
| 1. Wahlgang                                                   | Enthaltungen    | Konrad Adenauer (CDU) | 14         | 2,9 %       |        |                      |                      |                      |                      |                      | CDU, CSU, FDP, GB/BHE, DP |
| 1. Wahlgang                                                   | Ungültig        | Konrad Adenauer (CDU) | 0          | 0 %         |        |                      |                      |                      |                      |                      | CDU, CSU, FDP, GB/BHE, DP |
| 1. Wahlgang                                                   | nicht abgegeben | Konrad Adenauer (CDU) | 20         | 4,1 %       |        |                      |                      |                      |                      |                      | CDU, CSU, FDP, GB/BHE, DP |
| Damit wurde Konrad Adenauer wieder zum Bundeskanzler gewählt. |                 |                       |            |             |        |                      |                      |                      |                      |                      |                           |

## Minister
| Amt oder Ressort                                                                                    | Bild                                                                  | Name                                                         | Partei | Partei                |
| --------------------------------------------------------------------------------------------------- | --------------------------------------------------------------------- | ------------------------------------------------------------ | ------ | --------------------- |
| Bundeskanzler                                                                                       |                                                                       | Konrad Adenauer (1876–1967)                                  |        | CDU                   |
| Stellvertreter des Bundeskanzlers Wirtschaftliche Zusammenarbeit                                    |                                                                       | Franz Blücher (1896–1959)                                    |        | FDP bis 26. Juni 1956 |
| Stellvertreter des Bundeskanzlers Wirtschaftliche Zusammenarbeit                                    | FVP von 26. Juni 1956 bis 20. Januar 1957                             | Franz Blücher (1896–1959)                                    |        |                       |
| Stellvertreter des Bundeskanzlers Wirtschaftliche Zusammenarbeit                                    | DP ab 20. Januar 1957                                                 | Franz Blücher (1896–1959)                                    |        |                       |
| Auswärtiges                                                                                         |                                                                       | Konrad Adenauer bis 6. Juni 1955                             |        | CDU                   |
| Auswärtiges                                                                                         | Heinrich von Brentano (1904–1964) ab 6. Juni 1955                     |                                                              |        | CDU                   |
| Inneres                                                                                             |                                                                       | Gerhard Schröder (1910–1989)                                 | CDU    |                       |
| Justiz                                                                                              |                                                                       | Fritz Neumayer (1884–1973) bis 16. Oktober 1956              |        | FDP bis 26. Juni 1956 |
| Justiz                                                                                              | FVP von 26. Juni 1956 bis 20. Januar 1957                             | Fritz Neumayer (1884–1973) bis 16. Oktober 1956              |        |                       |
| Justiz                                                                                              | DP ab 20. Januar 1957                                                 | Fritz Neumayer (1884–1973) bis 16. Oktober 1956              |        |                       |
| Justiz                                                                                              |                                                                       | Hans-Joachim von Merkatz (1905–1982) ab 16. Oktober 1956     | DP     |                       |
| Finanzen                                                                                            |                                                                       | Fritz Schäffer (1888–1967)                                   |        | CSU                   |
| Wirtschaft                                                                                          |                                                                       | Ludwig Erhard (1897–1977)                                    |        | parteilos             |
| Ernährung, Landwirtschaft und Forsten                                                               |                                                                       | Heinrich Lübke (1894–1972)                                   |        | CDU                   |
| Arbeit                                                                                              |                                                                       | Anton Storch (1892–1975)                                     | CDU    |                       |
| Verteidigung seit 7. Juni 1955                                                                      |                                                                       | Theodor Blank (1905–1972) bis 16. Oktober 1956               | CDU    |                       |
| Verteidigung seit 7. Juni 1955                                                                      |                                                                       | Franz Josef Strauß (1915–1988) ab 16. Oktober 1956           |        | CSU                   |
| Verkehr                                                                                             |                                                                       | Hans-Christoph Seebohm (1903–1967)                           |        | DP                    |
| Post- und Fernmeldewesen                                                                            |                                                                       | Hans Schuberth (1897–1976) bis 9. Dezember 1953              |        | CSU                   |
| Post- und Fernmeldewesen                                                                            | Siegfried Balke (1902–1984) ab 10. Dezember 1953 bis 16. Oktober 1956 |                                                              |        | CSU                   |
| Post- und Fernmeldewesen                                                                            |                                                                       | Ernst Lemmer (1898–1970) ab 15. November 1956                |        | CDU                   |
| Wohnungsbau                                                                                         |                                                                       | Victor-Emanuel Preusker (1913–1991)                          |        | FDP bis 26. Juni 1956 |
| Wohnungsbau                                                                                         | FVP von 26. Juni 1956 bis 20. Januar 1957                             | Victor-Emanuel Preusker (1913–1991)                          |        |                       |
| Wohnungsbau                                                                                         | DP ab 20. Januar 1957                                                 | Victor-Emanuel Preusker (1913–1991)                          |        |                       |
| Angelegenheiten der Vertriebenen ab 1. Februar 1954: Vertriebene, Flüchtlinge und Kriegsgeschädigte |                                                                       | Theodor Oberländer (1905–1998)                               |        | BHE bis 20. März 1956 |
| Angelegenheiten der Vertriebenen ab 1. Februar 1954: Vertriebene, Flüchtlinge und Kriegsgeschädigte | CDU ab 20. März 1956                                                  | Theodor Oberländer (1905–1998)                               |        |                       |
| Gesamtdeutsche Fragen                                                                               |                                                                       | Jakob Kaiser (1888–1961)                                     | CDU    |                       |
| Angelegenheiten des Bundesrates                                                                     |                                                                       | Heinrich Hellwege (1908–1991) bis 26. Mai 1955               |        | DP                    |
| Angelegenheiten des Bundesrates                                                                     | Hans-Joachim von Merkatz ab 8. Juni 1955                              |                                                              |        | DP                    |
| Atomfragen seit 20. Oktober 1955                                                                    |                                                                       | Franz Josef Strauß bis 16. Oktober 1956                      |        | CSU                   |
| Atomfragen seit 20. Oktober 1955                                                                    | Siegfried Balke ab 16. Oktober 1956                                   |                                                              |        | CSU                   |
| Familienfragen                                                                                      |                                                                       | Franz-Josef Wuermeling (1900–1986)                           |        | CDU                   |
| Besondere Aufgaben                                                                                  |                                                                       | Robert Tillmanns (1896–1955) verstorben am 12. November 1955 | CDU    |                       |
| Besondere Aufgaben                                                                                  |                                                                       | Waldemar Kraft (1898–1977) bis 16. Oktober 1956              |        | BHE bis 20. März 1956 |
| Besondere Aufgaben                                                                                  | CDU ab 20. März 1956                                                  | Waldemar Kraft (1898–1977) bis 16. Oktober 1956              |        |                       |
| Besondere Aufgaben                                                                                  |                                                                       | Hermann Schäfer (1892–1966) bis 16. Oktober 1956             |        | FDP bis 26. Juni 1956 |
| Besondere Aufgaben                                                                                  | FVP von 26. Juni 1956 bis 20. Januar 1957                             | Hermann Schäfer (1892–1966) bis 16. Oktober 1956             |        |                       |
| Besondere Aufgaben                                                                                  | DP ab 20. Januar 1957                                                 | Hermann Schäfer (1892–1966) bis 16. Oktober 1956             |        |                       |
| Besondere Aufgaben                                                                                  |                                                                       | Franz Josef Strauß bis 12. Oktober 1955                      |        | CSU                   |

Mit dem Kabinett Adenauer II wurde erstmals ein Ministerium für Familienfragen eingerichtet. Ebenso gab es zum ersten Mal vier Minister für besondere Aufgaben. Darüber hinaus wurde das Ministerium für Angelegenheiten des Marshallplans in Ministerium für wirtschaftliche Zusammenarbeit umbenannt.
Bereits im Dezember 1953 schied Hans Schuberth als erster Minister aufgrund des konfessionellen Kabinetts-Proporz aus. Ihn ersetzte der evangelische Siegfried Balke als Post- und Fernmeldeminister.
1954 wurde das Ministerium für Angelegenheiten der Vertriebenen um die Begriffe Flüchtlinge und Kriegsgeschädigte erweitert.
Heinrich Hellwege legte sein Amt als Bundesrats-Minister im Mai 1955 nieder, um zum niedersächsischen Ministerpräsidenten gewählt zu werden. Ersetzt wurde er von Hans-Joachim von Merkatz.
Im Zuge zunehmender außenpolitischer Eigenständigkeit der Bundesrepublik und dem NATO-Beitritt im Mai 1955 folgte die Neugründung eines Ministeriums für Verteidigung, das vom Leiter der Amt Blank genannten Vorgängerinstitution, Theodor Blank, übernommen wurde. Gleichzeitig übergab Konrad Adenauer die Zuständigkeit für Äußeres an den ersten Außenminister Heinrich von Brentano.
Auch das Ministerium für Atomfragen wurde 1955 neu geschaffen. Erster Leiter wurde Franz Josef Strauß. Weil einen Monat später Robert Tillmanns starb, gab es nun nur noch zwei Minister für besondere Aufgaben.
Im Oktober 1956 kam es zu einer weiteren größeren Kabinettsumbildung. Franz Josef Strauß übernahm das Verteidigungs-Ressort von Theodor Blank. Sein Nachfolger als Atomfragen-Minister wurde Siegfried Balke; das von ihm geleitete Post- und Fernmeldeministerium bekam mit Ernst Lemmer den dritten Minister in dieser Legislaturperiode. Zudem musste Fritz Neumeyer das Justiz-Ministerium an Hans-Joachim Merkatz abgeben, der bereits das Bundesrats-Ministerium übernommen hatte. Zudem wurden die letzten zwei Bundesminister für besondere Aufgaben von ihrem Amt entbunden.